# Гордон Гінклі
Гордон Бітнер Гінклі (англ. Gordon Bitner Hinckley, Gordon B. Hinckley, Гордон Б. Гінклі; 23 червня 1910, Солт-Лейк-Сіті — 27 січня 2008, там само) — 15-й президент Церкви Ісуса Христа Святих останніх днів з 1995 по 2008 рік.

## Ранні роки
Народився в сім'ї Бріанта Стрігема й Ади Бітнер Гінклі. Один з його предків, Стівен Гопкінс, прибув до Америки на «Мейфлауері». Інший був відомий тим, що служив губернатором Плімутської колонії в 1680—1692 роках.
Почав кар'єру рознощиком щоденної газети Deseret News. Закінчив Університет Юти зі ступенем бакалавра мистецтв, потім протягом двох років служив місіонером повного дня у Великій Британії. В кінці свого служіння був покликаний помічником керівника Європейської місії.
Після закінчення місії отримав доручення від президента Гібера Дж. Ґранта зайнятися створенням церковної служби громадських справ.

## Поступове піднесення
1937 року увійшов до складу генеральної ради недільної школи. Протягом 20 років керував службою із зв'язків з громадськістю. У 1951 призначений виконавчим секретарем Головного місіонерського комітету, протягом семи років завідував місіонерською діяльністю церкви. Служив також президентом Східного Мілкрікського колу в Солт-Лейк-Сіті, потім 6 квітня 1958 року був покликаний помічником в Кворум дванадцятьох апостолів, увійшовши таким чином до складу вищого керівництва Церкви.
5 жовтня 1961 року став одним з апостолів. Завідував підрозділами церкви в Азії, Європі і Південній Америці. Інспектував храми, контролював місіонерську діяльність, благодійні служби, роботу священства, а також відвідував членів церкви, які перебували на військовій службі. Обіймав посаду голови комітету з підготовки та проведення заходів, присвячених 150-річчю церкви в 1980.
23 липня 1981 року був покликаний радником у президентстві церкви, а 2 грудня 1982 — другим радником президента церкви Спенсера Кімбола. З листопада 1984 по 30 травня 1994 служив першим радником президента Езри Тафта Бенсона. 5 червня 1994 був покликаний першим радником президента Говарда Хантера. Був також окремо посвячений в президенти Кворуму дванадцятьох апостолів.
12 березня 1995 року став президентом церкви.
Як член Першого президентства грав важливу роль в управлінні як духовними, так і мирськими справами церкви. За цей час було навернуто понад 10 мільйонів чоловік в 160 країнах. Кілька разів об'їздив увесь світ і освятив більше храмів, ніж будь-який інший лідер церкви до нього. Був першим президентом церкви, який відвідав Іспанію, де в 1996 році освятив територію під будівництво Мадридського храму, а також Африку, де зустрічався зі Святими останніх днів у Нігерії, Гані, Кенії, Зімбабве і Південній Африці.
Великі світські ЗМІ неодноразово брали інтерв'ю у Гордона Гінклі, в їх числі New York Times, Los Angeles Times, а також телепрограма CBS 60 Minutes, яку в пасхальну неділю 1996 року побачили понад 20 мільйонів чоловік. У вересні 1998 року він став учасником популярної програми кабельного телебачення CNN Larry King Live, в якій дав інтерв'ю відомому телеведучому Ларрі Кінґу.

## Світська діяльність та нагороди
Одночасно Гордон Гінклі вів активне громадське і ділове життя, займаючи різні керівні посади в ряді великих корпорацій.
2004 року був удостоєний медалі Свободи, вищої цивільної нагороди США, яку йому вручив президент країни Джордж Буш. Отримав також ряд премій у сфері освіти від Університету Південної Юти і Університету Юти. Почесний доктор наук Вестмінстерського коледжу, Державного університету Юти, Університету Юти, Університету Брігама Янґа та Університету Південної Юти. Отримав також премію Срібного Бика від організації «Бойскаути Америки» і був нагороджений Національною конференцією (колишня Національна конференція християн та юдаїстів) за внесок у розвиток терпимості та розуміння в усьому світі.
Обіймав посаду голови виконавчого комітету Ради піклувальників Університету Брігама Янґа.

## Сім'я
Гордон Гінклі одружився з Марджорі Пей у 1937 році. Від їхнього шлюбу народилися п'ятеро дітей. Сестра Гінклі померла 6 квітня 2004 року.